# 리하르트 자멜
리하르트 자멜(Richard Sammel, 1960년 ~ )은 독일의 배우이다.

## 출연 작품
- 네스트 (2002)
- 더 컨덕터 (2018) - 칼 먹 역